# Окинава (город)
Окина́ва (яп. 沖縄市 Окинава-си) — город в Японии, находящийся в префектуре Окинава, образованный 1 апреля 1974 года при слиянии городов Кодза и Мисато. Площадь города составляет 49,00 км², население — 131 728 человек (1 августа 2014), плотность населения — 2688,33 чел./км².

## Географическое положение
Город расположен на острове Окинава в префектуре Окинава региона Кюсю. С ним граничат город Урума, посёлки Кадена, Тятан и сёла Онна, Китанакагусуку.

## Население
Население города составляет 131 728 человек (1 августа 2014), а плотность — 2688,33 чел./км². Изменение численности населения с 1980 по 2005 годы:
| 1980 | 94 851 чел.  |  |
| 1985 | 101 210 чел. |  |
| 1990 | 105 845 чел. |  |
| 1995 | 115 336 чел. |  |
| 2000 | 119 686 чел. |  |
| 2005 | 126 400 чел. |  |

## Символика
Цветком города считается гибискус.